# Krakovski gozd-Šentjernejsko polje
Das europäische Vogelschutzgebiet Krakovski gozd-Šentjernejsko polje liegt auf dem Gebiet der Städte Novo Mesto und Krsko im Süden Sloweniens. Das etwa 83 km² große Vogelschutzgebiet umfasst den Krakovo-Wald, den größten intakten Auwaldkomplex im Tiefland Sloweniens im Tal der Krka. Charakteristisch für das Gebiet sind die hohen Grundwasserstände, zahlreiche Quellaustritte und die häufigen Überschwemmungen. Eichen, Hainbuchen und Erlen dominieren den Wald. Der Wald wird von extensiv bewirtschafteten Wiesen und Feuchtwiesen umgeben.

## Schutzzweck
Folgende Vogelarten sind für das Gebiet gemeldet; Arten, die im Anhang I der Vogelschutzrichtlinie geführt sind, sind mit * gekennzeichnet:
| Bild               | Anhang I | EU Code | Art                | wissenschaftlicher Name |
| ------------------ | -------- | ------- | ------------------ | ----------------------- |
| Eisvogel           | *        | A229    | Eisvogel           | Alcedo atthis           |
| Schreiadler        | *        | A089    | Schreiadler        | Aquila pomarina         |
| Weißstorch         | *        | A031    | Weißstorch         | Ciconia ciconia         |
| Schwarzstorch      | *        | A030    | Schwarzstorch      | Ciconia nigra           |
| Wachtelkönig       | *        | A122    | Wachtelkönig       | Crex crex               |
| Mittelspecht       | *        | A238    | Mittelspecht       | Dendrocopos medius      |
| Schwarzspecht      | *        | A236    | Schwarzspecht      | Dryocopus martius       |
| Rötelfalke         | *        | A095    | Rötelfalke         | Falco naumanni          |
| Halsbandschnäpper  | *        | A321    | Halsbandschnäpper  | Ficedula albicollis     |
| Seeadler           | *        | A075    | Seeadler           | Haliaeetus albicilla    |
| Neuntöter          | *        | A338    | Neuntöter          | Lanius collurio         |
| Schwarzstirnwürger | *        | A339    | Schwarzstirnwürger | Lanius minor            |
| Rohrschwirl        |          | A292    | Rohrschwirl        | Locustella luscinioides |
| Bienenfresser      |          | A230    | Bienenfresser      | Merops apiaster         |
| Grauammer          |          | A383    | Grauammer          | Miliaria calandra       |
| Grauspecht         | *        | A234    | Grauspecht         | Picus canus             |
| Uferschwalbe       |          | A249    | Uferschwalbe       | Riparia riparia         |
| Habichtskauz       | *        | A220    | Habichtskauz       | Strix uralensis         |